# Povilas Vanagas
Povilas Vanagas (Kaunas, 23 luglio 1970) è un ex danzatore su ghiaccio lituano.
È il marito della danzatrice su ghiaccio e sua partner di gara Margarita Drobiazko. Ha partecipato a cinque edizioni dei Giochi olimpici invernali (1992, 1994, 1998, 2002, 2006), raggiungendo come miglior piazzamento un quinto posto nel 2002.

## Palmarès
| Risultati | Risultati      | Risultati      | Risultati      | Risultati      | Risultati      | Risultati      | Risultati      | Risultati      | Risultati      | Risultati      | Risultati      | Risultati      | Risultati      |
| Internazionali | Internazionali | Internazionali | Internazionali | Internazionali | Internazionali | Internazionali | Internazionali | Internazionali | Internazionali | Internazionali | Internazionali | Internazionali | Internazionali |
| Evento | 1991–92        | 1992–93        | 1993–94        | 1994–95        | 1995–96        | 1996–97        | 1997–98        | 1998–99        | 1999–00        | 2000–01        | 2001–02        | 2004–05        | 2005–06        |
| --- | -------------- | -------------- | -------------- | -------------- | -------------- | -------------- | -------------- | -------------- | -------------- | -------------- | -------------- | -------------- | -------------- |
| Giochi olimpici invernali                                                                                                   | 16°            |                | 12°            |                |                |                | 8°             |                |                |                | 5°             |                | 7°             |
| Campionati mondiali | 17°            | 13°            | 9°             | 12°            | 8°             | 10°            | 8°             | 6°             | 3°             | 5°             | 4°             |                | 4°             |
| Campionati europei | 15°            | 11°            | 11°            | 11°            | 6°             | 8°             | 6°             | 5°             | 3°             | 4°             | 4°             |                | 3°             |
| GP Finale |                |                |                |                |                |                |                | 4°             | 3°             | 3°             | 3°             |                |                |
| GP Nations/Sparkassen |                |                |                | 2°             | 5°             | 5°             |                |                |                | 2°             |                |                |                |
| GP NHK Trophy |                |                |                | 6°             | 5°             | 4°             |                | 2°             | 3°             | 2°             | 2°             |                |                |
| GP Skate America |                |                |                |                |                |                |                |                |                | 2°             | 3°             |                |                |
| GP Skate Canada |                |                |                | 2°             | 8°             | 4°             | 4°             | 2°             | 1°             |                |                |                |                |
| GP Trophée de France/Lalique                                                                                                |                |                |                | 4°             |                |                |                | 3°             | 3°             |                | 3°             |                |                |
| Karl Schäfer Memorial |                |                |                |                |                |                |                |                |                |                |                |                | 1°             |
| Nebelhorn Trophy |                | 2°             | 3°             |                |                |                |                |                |                |                |                |                | 2°             |
| Skate Israel |                |                |                |                | 1°             | 1°             |                |                |                |                |                |                |                |
| Piruetten |                | 5°             |                |                |                |                |                |                |                |                |                |                |                |
| Universiadi |                | 2°             |                |                |                |                |                |                |                |                |                |                |                |
| Nazionali |                |                |                |                |                |                |                |                |                |                |                |                |                |
| Campionati lituani | 1°             | 1°             | 1°             | 1°             | 1°             | 1°             | 1°             | 1°             | 1°             | 1°             | 1°             | 1°             | 1°             |
| Le competizioni contrassegnate come GP sono entrate nel circuito Champions Series nel 1995, rinominato Grand Prix nel 1998. |                |                |                |                |                |                |                |                |                |                |                |                |                |